# Order of New Brunswick

Ordensband

Der Order of New Brunswick (frz. Ordre du Nouveau-Brunswick) ist ein ziviler Verdienstorden in der kanadischen Provinz New Brunswick. Die Auszeichnung wurde im Dezember 2000 eingeführt und wird Zivilpersonen verliehen, die durch besondere Leistungen aufgefallen sind. Jedes Jahr werden nicht mehr als zehn Personen mit diesem Orden ausgezeichnet. Der Vizegouverneur erhält ihn bei der Vereidigung automatisch und ist während seiner Amtszeit gleichzeitig Kanzler des Ordens.

## Struktur und Ernennung
Mit dem Order of New Brunswick sollen gegenwärtige oder ehemalige langjährige Einwohner New Brunswicks ausgezeichnet werden, die sich in einem bestimmten Gebiet durch einen hohen Grad an Leistung und Erfolg hervorgetan haben und dadurch einen herausragenden Beitrag zum sozialen, kulturellen oder wirtschaftlichen Wohlbefinden der Provinz und seiner Bewohner geleistet haben. Bezüglich der maximalen Zahl der Ordensträger gibt es keine Einschränkungen, allerdings können pro Jahr nicht mehr als zehn Personen ausgezeichnet werden. Voraussetzung ist die kanadische Staatsbürgerschaft; ausgeschlossen sind Personen, die gegenwärtig gewähltes oder ernanntes Mitglied einer Körperschaft öffentlichen Rechts sind.
Der Nominationsprozess, mit dem geeignete Personen gesucht werden sollen, beginnt mit Vorschlägen der Öffentlichkeit an den Ordensbeirat. Dieser besteht aus dem Präsidenten des Obersten Gerichtshofes der Provinz, dem Regierungssekretär und dem Präsidenten einer der staatlichen Universitäten sowie drei bis fünf Mitgliedern des Ordens, von denen einer den Vorsitz innehat. Der Beirat tritt jährlich mindestens einmal zusammen und gibt Empfehlungen zuhanden des Vizegouverneurs ab. Posthume Nominationen sind nicht gestattet, allerdings kann eine verstorbene Person aufgenommen werden, wenn ihr Name zuvor dem Beirat vorgeschlagen worden ist. Der Vizegouverneur, der von Amts wegen Mitglied und Kanzler des Beirates ist, gibt die Ernennung mit einer Weisung bekannt, die mit dem Großen Siegel der Provinz besiegelt wird. Die neuen Ordensmitglieder haben danach das Recht, ihrem Namen das Kürzel ONB anzuhängen.
→ Liste der Träger des Order of New Brunswick

## Insignien
Nach der Aufnahme in den Orden erhalten die Mitglieder in einer Zeremonie im Government House in Fredericton die Insignien des Ordens überreicht. Das Hauptemblem des Ordens ist ein Goldmedaillon in Form eines stilisierten Veilchens, genauer Viola cucullata, der offiziellen Blume der Provinz. Die Bildseite besteht aus violettem Email mit goldener Einfassung und trägt in der Mitte den Wappenschild des Wappens von New Brunswick, überragt von der Edwardskrone als Symbol der Rolle des kanadischen Monarchen als Quell der Ehre. Das Band besteht aus vertikalen Streifen in Blau, Rot und Gold. Männer tragen den Orden am Kragen am Ende des Bandes angehängt, Frauen tragen ihn an einer Schleife an der linken Brust. Für weniger formelle Anlässe erhalten die Mitglieder eine Anstecknadel.